# She’s Everything
«She’s Everything» — песня американского кантри-певца и автора-исполнителя Брэда Пейсли, вышедшая августа 2006 года в качестве четвёртого сингла с его 4-го студийного альбома Time Well Wasted (2006). Авторами песни выступили Wil Nance и Пейсли. Сингл получил платиновый статус от Recording Industry Association of America и первое место в кантри-чарте США.

## История
«She’s Everything» достиг позиции № 1 в американском хит-параде кантри-музыки Billboard Hot Country Songs (7-й чарттоппер певца в этом основном хит-параде жанра кантри-музыки), и позиции № 35 Billboard Hot 100.
Это одна из четырёх песен Пейсли сертифицированных в 2×платиновом статусе от Recording Industry Association of America, другие это «Then», «Whiskey Lullaby» и «Remind Me». Кроме того, в этой песне Пейсли впервые использовал электрогитару Fender Stratocaster, хотя он часто использует Fender Telecaster в качестве основной электрогитары.

## Музыкальное видео
Режиссёром музыкального видео выступил Scott Scovill, а премьера состоялась в 2006.

## Чарты

### Еженедельные чарты
| Чарт (2006—2007)                  | Высшая позиция |
| --------------------------------- | -------------- |
| США (Billboard Hot 100)           | 35             |
| США (Billboard Hot Country Songs) | 1              |

### Итоговые годовые чарты
| Чарт (2007)                    | Позиция |
| ------------------------------ | ------- |
| США, Country Songs (Billboard) | 30      |

## Сертификации
| Регион | Сертификация  | Продажи   |
| --- | ------------- | --------- |
| США (RIAA) | 2× Платиновый | 1,830,000 |
| * Данные о продажах приведены только на основе сертификации. ^ Данные о тиражах приведены только на основе сертификации. |               |           |